# Diego Fernández (piłkarz)
Diego André Fernández Chinchilla (ur. 7 listopada 2005 w Villa Nueva) – gwatemalski piłkarz występujący na pozycji skrzydłowego, od 2023 roku zawodnik Antigui GFC.